# James Couttet
James Couttet, född 6 juli 1921 i Chamonix-Mont-Blanc, död 13 november 1997 i Chamonix-Mont-Blanc, var en fransk alpin skidåkare.
Han blev olympisk silvermedaljör i slalom vid vinterspelen 1948 i Sankt Moritz.